# Parlementsverkiezingen in Mali (2020)
De Parlementsverkiezingen in Mali van 2020 vonden op 29 maart (eerste ronde) en 19 april (tweede ronde) plaats. De verkiezingen zouden aanvankelijk worden gehouden op 25 november en 16 december 2018, maar werden eerst uitgesteld tot april en juni 2019 en daarna uitgesteld tot de uiteindelijke data, ondanks dreigementen van islamitische groeperingen en de COVID-19 pandemie.

## Uitslag
| Partij                                                    | Zetels          | %         |
| --------------------------------------------------------- | --------------- | --------- |
| Rassemblement pour le Mali                                | 51              |           |
| Alliance pour la Démocratie au Mali                       | 24              |           |
| Union pour la République et la Démocratie                 | 19              |           |
| Mouvement pour le Mali                                    | 10              |           |
| Alliance Démocratique pour la Paix                        | 6               |           |
| Convergence pour le développement du Mali                 | 5               |           |
| Alliance pour la Solidarité au Mali                       | 4               |           |
| Union pour la démocratie et le développement              | 4               |           |
| Solidarité Africaine pour la Démocratie et l'Indépendance | 3               |           |
| Overige partijen                                          | 19              |           |
| Partijloos                                                | 2               |           |
| Totaal                                                    | 151             |           |
|                                                           |                 |           |
| Opkomst 1eronde                                           | Opkomst 1eronde | 35,58     |
| Opkomst 2eronde                                           | Opkomst 2eronde | 35,25     |
| Totaal aantal kiesgerechtigden                            | 7.663.464       | 7.663.464 |
| Bron: IPU                                                 |                 |           |